# Тюркенфельд
Тюркенфельд (нім. Türkenfeld) — громада в Німеччині, розташована в землі Баварія. Підпорядковується адміністративному округу Верхня Баварія. Входить до складу району Фюрстенфельдбрук.
Площа — 15,95 км2. Населення становить 3710 ос. (станом на 31 грудня 2020).